# Dying Light
Dying Light és un videojoc d'acció en primera persona del gènere survival horror, el qual es desenvolupa durant un apocalipsi zombi. Va ser desenvolupat per Techland i publicat per Warner Bros Interactive Entertainment, va sortir a la venda el 27 de gener de 2015, per les plataformes: PlayStation 4, Xbox One, Microsoft Windows, Linux i, posteriorment, el 16 de desembre de 2016, per a macOS.

## Personatges Principals

### Spike
- Rol: Líder dels supervivents a la Torre i responsable de crear zones segures amb trampes al barri de Slums.
- Missions destacades:
  - "Primera Missió": Encarrega Kyle Crane de col·locar trampes, i després el dirigeix cap a una subestació per proporcionar electricitat per a les trampes de llum ultraviolada.
  - "El Forat": Té un paper important quan Rais ataca la Torre i segresta el doctor Zere.
  - Després de l'atac de Rais al port del ferri, es refugia a la Universitat de Harran.
  - Quan arriba a la Ciutat Vella, treballa com a mestre de quarter a la planta baixa del taller.

### Kadir Suleiman
- Rol: Senyor de la guerra que el GRE designa com l'objectiu de Kyle Crane després de robar un arxiu amb els plans per militaritzar el virus.
- Missions destacades:
  - Conegut com Rais, utilitza Crane per obtenir l'antizina i finalment captura Jade Aldemir, infectant-la i establint una trampa per a Crane.
  - Al final del joc, planeja militaritzar el virus en un acord amb el GRE a canvi d'un rescat, però és assassinat per Crane al terrat.

### Tahir
- Rol: Mà dreta de Rais, executor dels seus ordres a la guarnició.
- Missions destacades:
  - "Despertar": Primer enfrontament amb Crane.
  - "Acord amb Rais": És testimoni de la confrontació de Rais amb Osman i dirigeix Crane cap al mestre de quarter Karim.
  - "El Forat": Manté el doctor Imran Zere com a ostatge.
  - "Museu": Després de la mort de Jade, rep l'ordre de matar Crane, però és assassinat per aquest.

### Karim
- Rol: Mestre de quarter de Rais, encarregat d'organitzar els paquets d'ajuda del GRE i gestionar els subministraments.
- Missions destacades:
  - "Acord amb Rais": Assigna missions a Crane, però Rais es nega a pagar.
  - "Atura't i Retira't": S'assabenta del seu passat mentre ajuda el governador Erol Asani.
  - "Sortida": És disparat per Rais i abandonat per morir per Crane.

### Dawud Togan
- Rol: Supervivent que viu a la Torre amb la seva dona i fill.
- Missions destacades:
  - "El Tirador": Demana a Crane que li proporcioni una arma.
  - "Els Salvadors": Dawud i el seu fill Sammy són segrestats pels Salvadors; Dawud és mossegat i és assassinat per Crane, però Sammy és rescatat.

### Dahlia
- Rol: Supervivent que es fa passar per una bruixa i viu al Mercat de la Serp Negra.
- Missions destacades:
  - "La Reina Bruixa": Demana a Crane que reculli bolets negres.

### Bozak
- Rol: Personatge que ofereix reptes de lluita i parkour a la Ciutat Vella.
- Missions destacades:
  - Després de completar nou cartells, s'enfronta a Crane per provar les seves habilitats, però és derrotat per ell fàcilment.

### Troy
- Rol: Líder del grup Embers, resideix en una torre d'una església en construcció.
- Missions destacades:
  - "Acord amb Rais": Agraeix a Crane per restaurar la connexió de ràdio.
  - "Troba els Embers": Dirigeix Crane cap a la Universitat de Harran i proporciona informació a la Torre d'Embers.
  - Després de la mort de Jade, demana a Crane que instal·li un amplificador a l'antena de ràdio.

## Vendes
Una setmana després del seu llançament el joc va aconseguir vendre 1,2 milions d'unitats, sumant les vendes de PlayStation 4, Xbox One i PC.
El 2018, a tres anys del seu llançament, es va informar que el joc havia aconseguit vendre 13 milions de còpies en totes les plataformes. A més, aconseguia mantenir unes xifres de 500.000 jugadors setmanals en els seus servidors.